# ليوفيجيلد

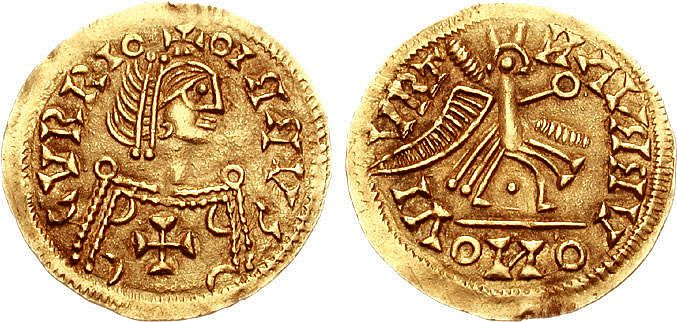
ثُلُث صَرْد الملك «ليوفيجيلد»، سُكت بين الأعوام 573 - 578 م.

ليوفيجيلد (بالإسبانية والبرتغالية: Leovigild) (حوالي 519 - 586)، كان ملك القوط الغربيين لهسبانيا وسبتيمانيا من 568 إلى 586. غطت مملكته البرتغال الحديثة ومعظم إسبانيا الحديثة وصولاً إلى طُليطلة. يُصنف «ليوفيجيلد» من بين أعظم ملوك القوط الغربيين في العصر الآريوسي.

## الحياة والحُكم
عندما توفي ملك القوط الغربيين «أثناجيلد» في عام 567، تم أختيار «ليوفا الأول» إلى منصب المُلك في حفل أقيم في أربونة، آخر معقل لحكم القوط الغربيين. اعترافًا بالصفات القيادية لأخيه الأصغر، في السنة الثانية من حكمه، أعلن الملك «ليوفا الأول» أن شقيقه «ليوفيجيلد» ملكًا ووريثًا مُشاركًا، وعيّنه على هسبانيا الأقرب. كان كلا الملكين من المسيحيين الآريوسيين، والتي كانت العقيدة الدينية السائدة لحُكام القوط الغربيين حتى عام 587.
تزوجت «ليوفيجيلد» مرتين، الأولى من «ثيودوسيا»، التي أنجبت ولدين، «هيرمينجيلد» و«ريكارد الأول»، وبعد وفاتها، لأرملة «أثناجيلد» «غويسوينثا».

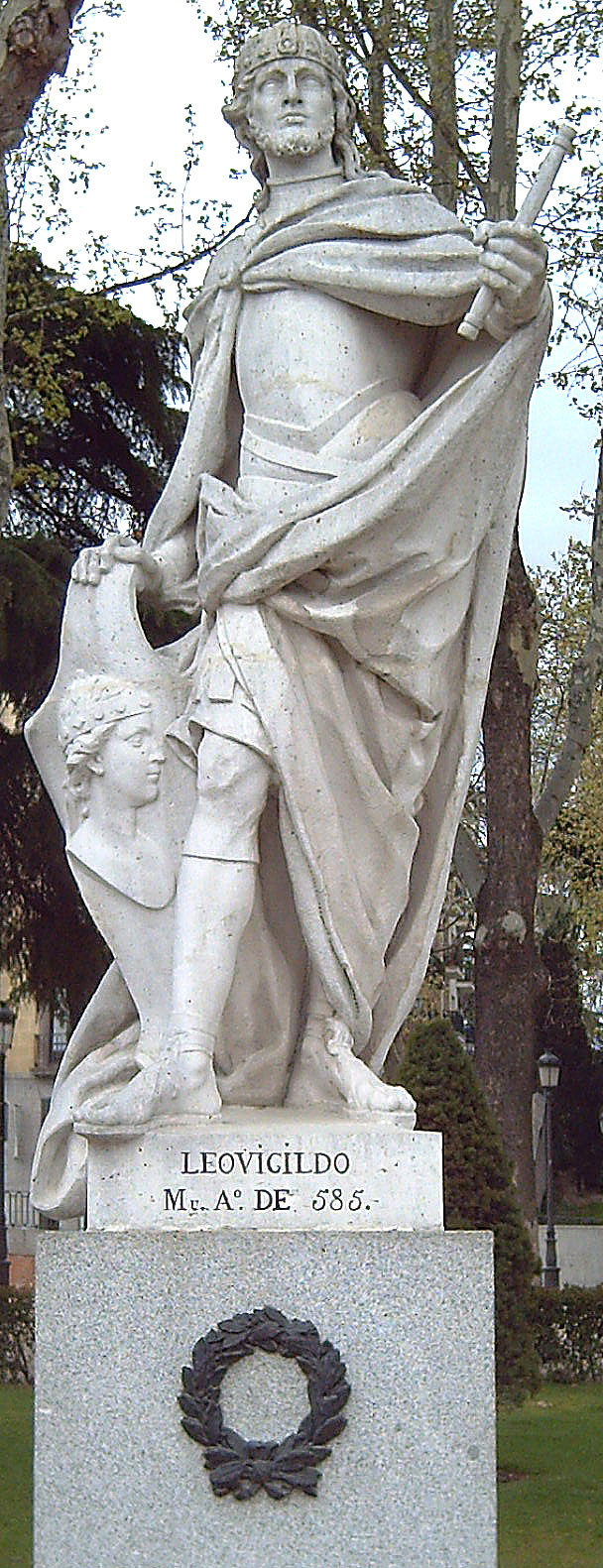
تمثال لـ«ليوفيجيلد» في مدريد، من أعمال النحات «فيليبي ديل كورال».

في كل عام تقريبًا من فترة ملوكه، سار «ليوفيجيلد» ضد البيزنطيين، السويبيين، الباسكيون، أو المنافسين المحليين. وفقًا لتاريخ «جون بيكلارو»، بدأ الملك المشارك «ليوفيجيلد» أول حملة من عدة حملات لتوسيع أراضي مملكة القوط الغربيين، والتي وصفها «بيتر هيذر» بأنها "قائمة من النجاحات المذهلة". بدأت حملة «ليوفيجيلد» الأولى ضد السويبي في عام 569، وسرعان ما تغلب على سمورة، بلنسية، ولوطون. ثم في عام 570 هاجم منطقة باستانيا، حيث هزم القوات الإمبراطورية. في عام 570، دمر «ليوفيجيلد» "منطقة باستيتانيا ومدينة مالقة، وهزم جنودهم". في العام التالي استولى على مدينة شذونة. ثم، في الوقت الذي أصبح فيه الحاكم الوحيد بوفاة شقيقه «ليوفا» (الذي توفي إما في 571 أو 572)، استولى على قرطبة من الإمبراطورية البيزنطية. قبل «ليوفيجيلد» إدارة الإمبراطورية البيزنطية، وتبنى أسلوبها ولقب "فلافيوس"، والعرش، والتاج، والصولجان، والعباءة الأرجواني، وبعد ذلك سَك العملات الذهبية باسمه إحياءً لذكرى الحدث.
عاقدين العزم على الانتقام من «ليوفيجيلد» واستعادة أراضيهم، غزى السويبيين مناطق بلاسينثيا، كوريا، هوردس، باتوكاس وريكونز. أثناء الاستعداد للتحقق من التقدم الوشيك للسويبيين في عام 573، تلقى «ليوفيجيلد» أخبارًا عن وفاة شقيقه «ليوفا»، مما تركه حاكمًا على كامل أراضي القوط الغربيين. بذل «ليوفيجيلد» جهودًا لتأمين خلافة سلمية، وهي لطالما كانت قضية قوطية مُزمنة، من خلال ربط ولديه، «هيرمينجيلد» و«ريكارد»، بنفسه في المنصب الملكي ووضع مناطق معينة تحت وصاياهما؛ أي جعلهم دوقات على طليطلة وأربونة.
كان القوط الغربيون لا يزالون طبقة أرستقراطية عسكرية وكان يجب أن يصادق النبلاء رسميًا على الملوك. لا يزال القوط الغربيون ورعاياهم الأيبيريون الرومانيون مفصولين عن طريق الدين وقوانين مُختلفة. قام «ليوفيجيلد» بتعديل "قانون إريك" القديم الذي حكم القوط وخلق "قانون ليوفيجيلد" الخاص به. كما ألغى القوانين الرومانية القديمة التي يعود تاريخها إلى أواخر القرن الرابع والتي تحظر التزاوج بين القوط الغربيين والرومان الأيبيريين. كانت مثل هذه الزيجات تعتبر في يوم من الأيام جريمة يعاقب عليها بالإعدام. من خلال هذا الإجراء وغيره من التحركات الإدارية، أمن «ليوفيجيلد» حُكمه وعندما حصل على العاصمة، بدأ حملة جديدة، غزا خلالها مُقاطعة ساباريا وبرغنسة على طول الحدود السويبية.
جادل غريغوري أوف تورز بأن «ليوفيجيلد» تجاوز سُلطته عندما قسم المملكة بين ولديه، لكن من المُمكن أنه اتخذ هذا الإجراء لإضعاف سُلطة النبلاء من وسط كل من القوط الغربيين والرومان الإسبان. مهما كان الدافع الأصلي لـ«ليوفيجيلد» أو ما إذا كان يمكن اعتبار هذه الخطوة لتمكين أطفاله خارج نطاق سُلطته، فقد أثار هذا الفعل العديد من التمردات - أولاً بين الكانتابريا (كان شعب ما قبل الرومان واتحاد قبلي كبير عاش في المنطقة الساحلية الشمالية لإيبيريا القديمة في النصف الثاني من الألفية الأولى قبل الميلاد)، ثم وسط سُكان قرطبة وأَشتُورية، وأخيراً في طليطلة ويابرة - في الوقت الذي كان فيه السويبيون والبيزنطيون يخططون لهجمات ضد «ليوفيجيلد». ولم تردعه هذه التهديدات المُتعددة، فقد تعامل مع المخاوف داخل إمبراطوريته وبمساعدة ابنه «ريكارد»، نجح في إخضاع المتمردين الذين انتفضوا لمُعارضته. وبذلك، استولى على مدينة أمايا، عاصمة الكانتابريا؛ استولى على معقل الأَشتُوريين، سالدانا؛ كما نجح في قمع أنشطة المتمردين في طليطلة ويابرة. لم يلق الرحمة - في كل المناطق المُتمردة - حسم انتصاراته بفرض عقوبات رهيبة على أعدائه. في وقت ما خلال هذه الحملة في عام 576، أدت هيمنة «ليوفيجيلد» إلى موافقة الملك السويبي «ميرو» بسرعة على مُعاهدة تضمنت دفع الجزية.
في عام 577 زحف «ليوفيجيلد» إلى أوريسبيدا، وهي منطقة في جنوب شرق إسبانيا، وبعد قمع ثورة "لعامة الناس" أضاف هذه المقاطعة إلى مملكته. عند اختتام هذه الحملات، احتفل «ليوفيجيلد» بانتصاراته بتأسيس مدينة في أراضي السلتيأيبيرون، والتي أطلق عليها اسم ريكوبوليس تيمُنا بأبنه «ريكارد». في عام 582، واصل «ليوفيجيلد» الاستيلاء على ماردة، التي كانت تحت السيطرة السياسية لأسقفها الشهير «ماسونا» منذ أوائل السبعينيات من القرن الخامس. على مدار فترة حكمه، احتل «ليوفيجيلد» مُعظم شبه الجزيرة اللإيبيرية.

## ثورة هيرمينجيلد

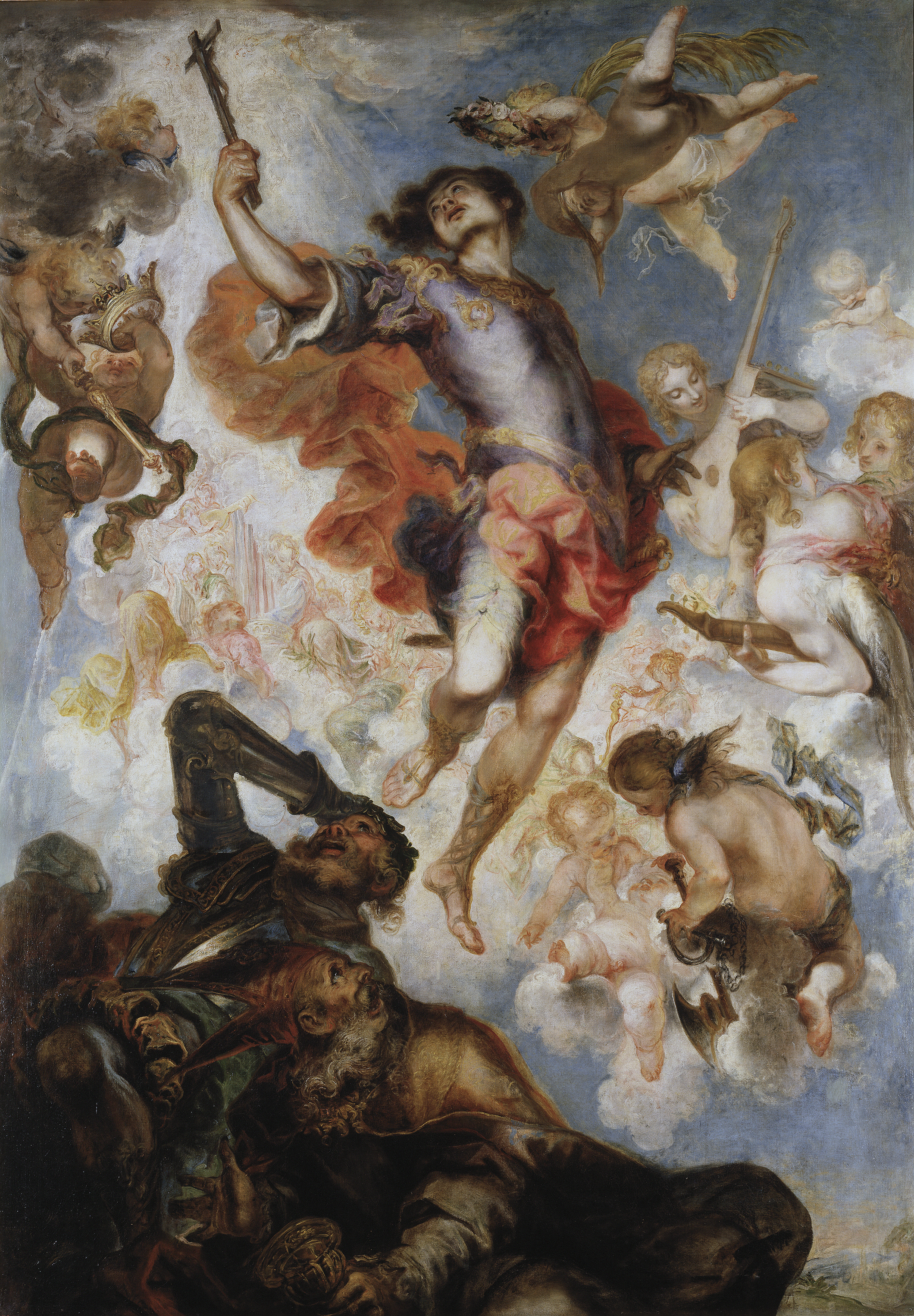
القديس «هيرمينجيلد»، بريشة «فرانثيسكو دي الموثو» 1654. مُتحف ديل برادو.

في عام 579، اعتنق «هيرمينجيلد» المسيحية الأرثوذكسية، بعد ان أقنعته زوجته الفرنجية «إنغونثيس» و«ليندر»، أسقف إشبيلية. بعد أن أصر والده، الذي اعتبر هذه الخيانة التحويلية، على تعيين الأريوسيين كأساقفة، ثار هسبانيا بايتيكا تحت قيادة «هيرمينجيلد»، الذي دعمه الأساقفة الأرثوذكس. كما لم يكن بجانب «هيرمينجيلد» سوى البابا «غريغوري الأول». طوال فترة الفتنة ذات الدوافع الدينية مع «هيرمينجيلد»، سعى «ليوفيجيلد» إلى أشكال مُختلفة من المُصالحة اللاهوتية، بما في ذلك الاعتراف بالمعمودية الكاثوليكية (عدم إجبار الأريوسيين على الخضوع لإعادة تعميد التطهير عند التحول)، والتسامح مع التبجيل الكاثوليكي للآثار والقديسين، وتخفيف التمييز بين المسيح والآب بإعلانهما مُتساويين على عكس الموقف الآريوسي التقليدي الذي جعل المسيح تابعًا. هذه الجهود الدينية الموحدة لم تفلح منذ أن فقدت الآريوسية جاذبيتها الفكرية أمام الأرثوذكسية الرومانية الكاثوليكية.
أثارت ثورة «هيرمينجيلد» قلق «ليوفيجيلد»، بالتحديد حول علاقاته مع سُلالة الميروفنجيون؛ مُنذ أن بدأ شقيق «إنغونثيس» زوجت «هيرمينجيلد»، «شيلديبيرت الثاني» الذي تولى السلطة بعد وفاة والده، «سيجيبيرت الأول» يهتم بتطورات مملكة أخته. في مُحاولة للتصدي لأي دعم فرنجي مُحتمل لتمرد «هيرمينجيلد»، ضغط «ليوفيجيلد» من أجل الزواج بين ابنه «ريكارد» وابنة «تشيلبيريك»، «ريجونث»، والذي ثبت أنه عديم الفائدة دبلوماسياً عند وفاة «تشيلبيريك».
خلال هذا الخلاف بين الأب والابن، قدم «هيرمينجيلد» نفسه كضحية بينما كان يحاول تكوين تحالفات باسم الكاثوليكية. على الرغم من الدعم الضمني للبابا «غريغوري»، إلا أن الكُتاب الكاثوليك المُعاصرين - بما في ذلك «إيزيدور الإشبيلي» و«غريغوري من تور» - أبدوا تعاطفًا ضئيلًا أو معدومًا مع تمرد «هيرمينجيلد» ضد والده. عندما فشل البيزنطيون في إرسال المُساعدة للثورة، حاصر «ليوفيجيلد» واستولى على إشبيلية وفي عام 584، نفى ابنه إلى بلنسية، حيث قُتل لاحقًا في 585 ورُفع لاحقًا الى قديس. تم نفي «ليندر»، أسقف إشبيلية أيضًا وكذلك رُفع الى قديس. تم تسليم زوجة «هيرمينجيلد» «إنغونثيس» إلى الإمبراطور الشرقي «تيبيريوس الثاني» وكان آخر مرة سمع عنها في أفريقيا. حمل البابا «غريغوري» «ليوفيجيلد» مسؤولية مَقتل «هيرمينجيلد» وأكد أن الأخير مات في سبيل إيمانه الكاثوليكي.

## السنوات اللاحقة

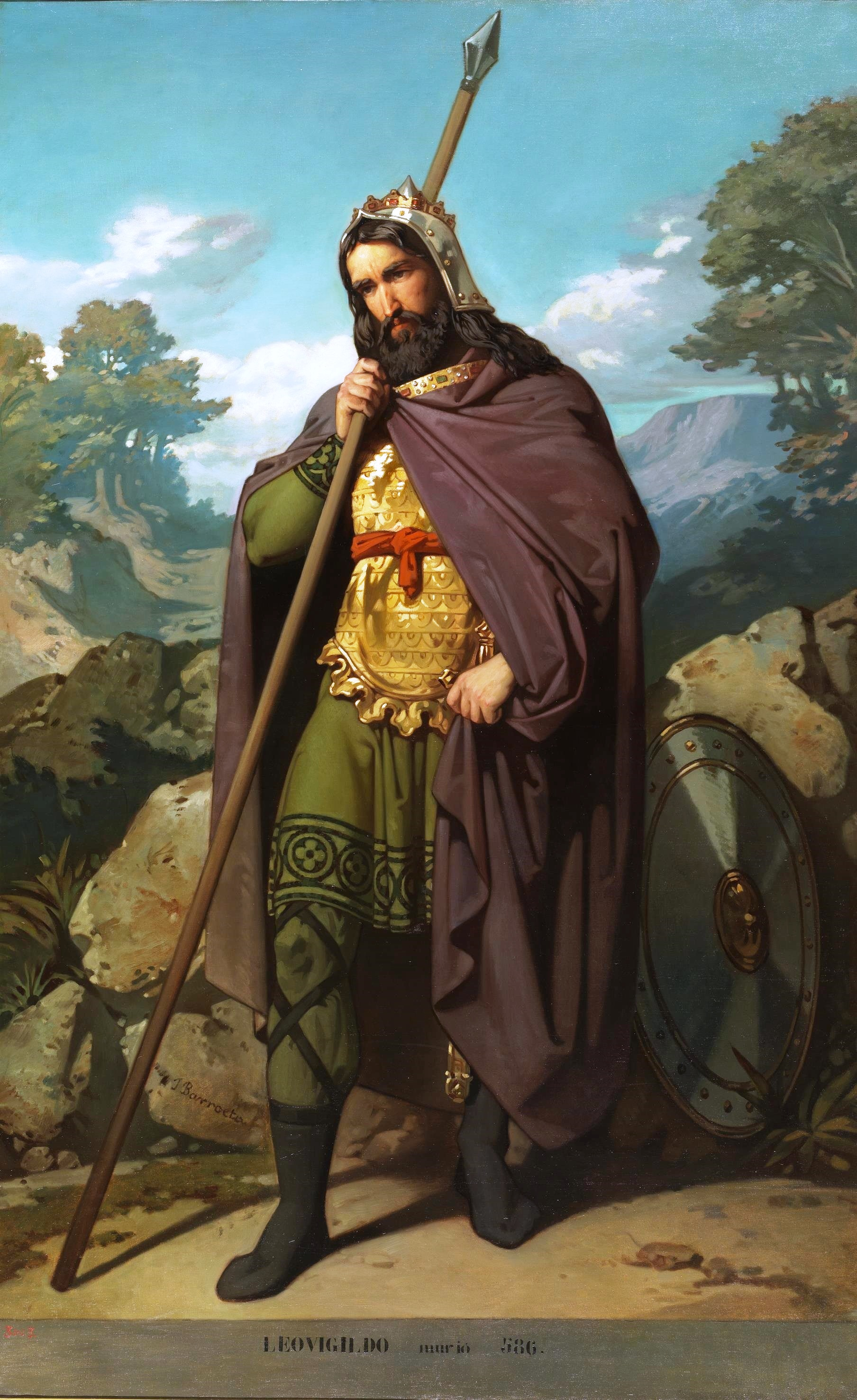
«ليوفيجيلد» بريشة «خوان دي بارويتا» 1855. مُتحف ديل برادو.

في عام 585، غزا «ليوفيجيلد» شعوب السويبيين، ووضع حدًا لحوالي أربعين عامًا من استقلالهم في إسبانيا. على الرغم من عدة مُحاولات فاشلة من قبل السويبيين للتمرد ضد القوط الغربيين، أجبرهم «ليوفيجيلد» في النهاية على قسم إخلاصهم. بحلول نهاية عهده، فقط بلاد البشكنش وأرضين جنوبيتين صغيرتين للإمبراطورية البيزنطية كانت تُشكل الأجزاء غير القوطية الغربية في هسبانيا. ومع ذلك، على الرغم من بذل قصارى جهده، لم يتمكن «ليوفيجيلد» من إنشاء أرضي دينية مُشتركة بين المسيحيين الآريوسيين وتلك الأغلبية الكاثوليكية. كان العام الماضي «ليوفيجيلد» مُضطربًا بسبب حرب مفتوحة مع الفرنجة على طول حدوده الشمالية. ولكن بشكل عام، كان «ليوفيجيلد» أحد الملوك القوط الغربيين الأكثر فاعلية في هسبانيا، الذي أعاد وحدة القوط الغربيين، وحكم من عاصمته التي تأسست حديثًا في طليطلة، حيث استقر في نهاية عهده (من هذا، يُطلق على النظام الملكي القوطي الغربي أحيانًا اسم "مملكة طليطلة").
وفقًا لـ«غريغوري من تور»، مرض «ليوفيجيلد» في عام 586 وتاب على فراش الموت وبكى لمدة سبعة أيام و"اعتنق الإيمان الكاثوليكي" قبل أن "تخرُج روحه". خلفه ابنه الثاني «ريكارد»، الذي اعتنق المسيحية الكاثوليكية عام 589 وأدخل الوحدة الدينية والسياسية بين القوط الغربيين ورعاياهم.

## في تُراث القوط الغربيين
اعتبر القوط الغربيون في هسبانيا أنفسهم ورثة الإمبراطورية الرومانية الغربية، وليس أعداءها. يمكن رؤية علامات ذلك في تقليدهم للمعايير البيروقراطية والإدارية الرومانية، مثل تحصيل الضرائب ومؤسسة القوانين الرومانية. مزيد من الأدلة على تقارب القوط الغربيين لجميع الأشياء الرومانية تضمنت إعادة تأسيس النمط الإمبراطوري من قبل «ليوفيجيلد»، الذي أعاد إنشاء الرموز الملكية. في عهد «ليوفيجيلد»، كانت إسبانيا موحدة أساسًا، ووفقًا للمؤرخ «كريس ويكهام»، تم سن "التشريع الأكثر تأثرًا بالرومان في أي من الممالك البربرية". حاول «ليوفيجيلد» طوال فترة حكمه إيجاد حل وسط بين المسيحية الآريوسية والكاثوليكية دون جدوى. ومع ذلك، جاءت التغييرات المُهمة إن لم تكن دائمة في المجال الإسباني عندما روج «ريكارد»، ابن «ليوفيجيلد»، بقوة للإيمان الكاثوليكي على حساب الآريوسي، حيث جعل الكاثوليكية الدين الرسمي للمملكة بأكملها في عام 589.
شمل خُلفاء «ليوفيجيلد» اللاحقون أمثال «شيندازيونث» (642-653) وابنه «ريكيسوينث» (653-672)، وكلاهما أصلحا قوانين القوط الغربيين والقوانين التي ألغت بشكل أساسي التمييز بين الرومان والقوط والتي سمحت للزواج بين الاثنين. جاء التحدي الأكبر لحُكم القوط الغربيين بصورة مُفاجئة تمثل بالمُسلمين بقيادة القائد الأموي «طارق بن زياد»، الذي هزمت قواته ملك القوط الغربيين «لذريق» عام 711 وبحلول عام 725، أسقط المُسلمون مَملكة القوط الغربيين في هسبانيا بالكامل.